# جيمس ماسي
جيمس ماسي (بالإنجليزية: James Massey) هو أستاذ جامعي وعالم حاسوب ومهندس ورياضياتي أمريكي، ولد في 11 فبراير 1934 في واوسون في الولايات المتحدة، وتوفي في 16 يونيو 2013 في كوبنهاغن في الدنمارك بسبب سرطان القولون.